# الاغتصاب أثناء الحرب الأهلية في سيراليون
أثناء الحرب الأهلية في سيراليون انتشر العنف القائم على نوع الجنس، حيث شاعت أعمال الاغتصاب، الاستعباد الجنسي، والزواج بالإكراه أثناء النزاع. وتشير تقديرات منظمة أطباء من أجل حقوق الإنسان إلى أن أكثر من 257.000 امرأة هن ضحايا للعنف القائم على نوع الجنس أثناء فترة الحرب. وقد نُفذت معظم الاعتداءات من قبل الجبهة الثورية المتحدة. كما شارك كل من المجلس الثوري للقوات المسلحة، قوات الدفاع المدني، وجيش سيراليون في العنف الجنسي.
كما انتشرت عمليات الاغتصاب الجماعية أثناء الحرب، حيث أظهر تقرير بأن ستة وسبعون في المئة من الناجيات قد تعرضن للاغتصاب الجماعي. وأن العديد من الناجيات قد أصبن بالأمراض المنقولة جنسيًا، وحوالي ستة في المئة منهن أجبرن لخوض عملية الإجهاض. وصرحت منظمة هيومن رايتس ووتش بأن أعمال العنف القائم على نوع الجنس تمت على نطاق واسع وبشكل منهجي.
بدأت محاكمات جرائم الحرب في عام 2006، بالحكم على ثلاثة عشر شخصًا بتهمة العنف القائم على نوع الجنس، ولأول مرة اعتبرت الدائرة الابتدائية الزواج بالإكراه جريمة ضد الإنسانية.